# Frans Emmanuel van Ertborn
Frans Emmanuel van Ertborn (Mechelen, 14 oktober 1716 - Antwerpen, 8 oktober 1791) was in zijn tijd een bekend zakenman.
Hij behaalde het licentiaatsdiploma in de Rechten te Leuven op 20 december 1736. Hij werd tot via de erfelijke weg tot ridder benoemd door patentbrieven uitgeschreven in Wenen op 1 augustus 1767. Op 25 september 1779 werd hij, eveneens vanuit Wenen, benoemd tot baron.
In deze laatste brief, opgesteld in de Franse taal, wordt hij chevalier et négotiant de la ville d’Anvers (ridder en handelaar van de stad Antwerpen) genoemd. Verder wordt aangestipt dat hij goede diensten had bewezen gedurende vele jaren in onderhandelingen in de Zuid-Nederlandse provinciën in verband met de Oostenrijkse economie.
Hij behoorde tot een groepje Franse, Vlaamse en Hollandse zakenlieden die in Emden de Pruisische Aziatische Compagnie vestigden. Koning Frederik II van Pruisen verleende op 13 juni 1751 een octrooi aan een groep van zes financiers: de heren Forbes d'Alfort en Dilon uit Rotterdam, Van Ertborn uit Antwerpen, Splittgerber uit Berlijn, Hofrat Schmidt uit Frankfurt en burgemeester De Pottere uit Emden. Het koninklijk privilege gaf deze groep het monopolie op de handelsvaart tussen China en Pruisen en het recht om in naam van de Pruisische koning verdragen met Aziatische vorsten af te sluiten. Ook mochten de schepen de Pruisische vlag (wit met een zwarte gekroonde adelaar) voeren. De Königlich Preußische Asiatische Handlungs-Compagnie (KPAC), met een aandelenkapitaal van 400.000 Reichstaler, was een feit.
Frans Emmanuel huwde op 6 september 1738 te Antwerpen met Anna Isabella Catharina Hoomis, (Antwerpen, 1708 - 1751. Zij was voordien reeds zelf weduwe geweest. Een tweede maal huwde Frans van Ertborn op 6 januari 1753 met Maria Carolina Theresa Melyn, (Antwerpen, 1713 - Delden, 19 oktober 1794). Zij was de dochter van ridder Jan Michel Melyn en van Isabella Clara van Havre.

## 1ste huwelijk
Hij had uit zijn eerste huwelijk:
- Jozef Rombaut, (Antwerpen 25 oktober 1739 - 9 januari 1756)

## 2e huwelijk
Uit zijn tweede huwelijk:
- Anna Maria Paulina Jozef, (Antwerpen, 22 december 1753 - Antwerpen, 16 januari 1775).
- François de Paule-Joseph, (Antwerpen, 25 januari 1755 - Antwerpen, 1807). Hij was grootaalmoezenier te Antwerpen in 1781. Hij huwde op 3 juni 1777 te Antwerpen met Joanna Jozef Louisa van de Werve, (Antwerpen, 1755), dochter van Philippe Hendrik Jan Baptist van de Werve, graaf van Vorselaar, baron van Lichtaart, lid van de Raad van Brabant. Zijn zoon, Jozef Carolus Emmanuel van Ertborn, (Antwerpen, 1778) was van 1809 tot 1814 onderprefect van Oudenaarde. In 1819 was hij generale meester der Gelden te Utrecht en in 1822 lid van de Rekenkamer te Den Haag.  Een andere zoon, Eduard Jozef Emmanuel Frans wordt vermeld als een van de drie grote bankiers die te Antwerpen actief werden tegen het einde van de 18de eeuw, naast de Hope van Amsterdam en De Wolf-Ergo die in 1791 de eerste Leening der Vereenigde Staten uitschreef en Norbert Pelgrims die in 1793 de oude bank Cogels voortzette.
- Emmanuel Frans de Paule, (Antwerpen, 23 juni 1761 - Den Haag, 1840). Zijn zoon Florent Jozef van Ertborn was burgemeester van Antwerpen van 1817 tot 1828, kamerheer van de koning der Nederlanden in 1826 en gouverneur van de provincie Utrecht.  Florent van Ertborn stond bekend als een groot kunstverzamelaar.

## Voorouders/familie
Een groot deel van de Ertborns had te maken met de materie Rechten. F.E.’s grootvader Jan van Ertborn (Mechelen, 2 maart 1628) kwam uit een gezin van tien kinderen. Hij was advocaat in de Grote Raad van Mechelen. Hij huwde een eerste maal Anna Paas alias ’t Hooft en een tweede maal, op 12 maart 1669 met Esther Becx, geboren in 's-Hertogenbosch. Hij was vader van in totaal zes kinderen.
Zijn oom Alfons Dominiek van Ertborn, (Mechelen, 17 november 1664), was pastoor van Bousseghem  en werd in 1703 deken van de Antwerpse O.L.V.-kathedraal en in 1709 gegradueerde kanunnik van dezelfde kerk.
Een andere oom, Adolf Pieter Yves, (Mechelen, 22 mei 1670 -  1737), was heer van Neustadt. Hij was eveneens licentiaat in de Rechten en was schepen van Antwerpen van 1707 tot 1713. Hij was ook eerst secretaris en daarna griffier van de Mechelse Grote Raad. Hij werd door de wapenheraut beladen met twee adellijke titels. Hij huwde te Antwerpen in 1705 een eerste maal met Joanna Madeleine Fredericx, geboren te Antwerpen, en een tweede maal te Brussel in 1729 met Thérèse Constance Nicole Delvaux y Fryas, geboren te Brussel, dochter van Gaspard Nicolaes, lid van de Oorlogsraad en tresorier-generaal van het leger.
Zijn vader Frans Jozef van Ertborn was eveneens licentiaat in de Rechten, met dit verschil dat zijn diploma uitgereikt werd te Rome, op 14 juni 1686. Hij overleed te Mechelen op 23 februari 1733. Hij huwde te Antwerpen op 11 april 1707 met Isabelle Mols, geboren te Antwerpen en dochter van een Antwerps schepen.
Zij hadden 4 kinderen uit hun huwelijk waaronder Frans Emmanuel, onderwerp van dit artikel